# Miliusa velutina
Miliusa velutina (A.DC.) Hook.f. & Thomson – gatunek rośliny z rodziny flaszowcowatych (Annonaceae Juss.). Występuje naturalnie w Indiach, Bangladeszu, Mjanmie, Tajlandii, Kambodży, Laosie, Wietnamie oraz południowych Chinach. 

## Morfologia
PokrójZimozielone drzewo dorastające do 20 m wysokości. Gałęzie są lekko owłosione.
LiścieMają kształt od eliptycznego do owalnego lub podłużnego. Mierzą 8–15 cm długości oraz 5–10 cm szerokości. Nasada liścia jest sercowata. Blaszka liściowa jest o wierzchołku od ostrego do spiczastego. Ogonek liściowy jest owłosiony i dorasta do 2–7 mm długości.
KwiatyZebrane po 3–6 w wierzchotki, rozwijają się w kątach pędów. Działki kielicha mają owalnie trójkątny kształt. Płatki zewnętrzne mają owalnie trójkątny kształt, natomiast wewnętrzne mają owalnie lancetowaty kształt i ciemnobrązową barwę, osiągają do 10 mm długości. Kwiaty mają nagie owocolistki.
OwocePojedyncze mają kulisty lub jajowaty kształt, zebrane w owoc zbiorowy. Są nagie, osadzone na krótkich szypułkach.

## Biologia i ekologia
Rośnie w lasach. Występuje na wysokości od 500 do 700 m n.p.m. Kwitnie w maju, natomiast owoce dojrzewają w lipcu.